# Sora (umělá inteligence)
Sora je generativní text-to-video AI model, vydaný společností OpenAI v únoru 2024. Sora je schopna vytvořit filmy z textových pokynů pomocí kombinace AI technologií: pokročilých NLP modelů, GAN, VQ-VAE, sémantických a kontextových modelů, technik pro syntézu videa a animací, a metod posíleného učení pro tvorbu videí z textových pokynů.

## Technologie

### Přehled Sora
Sora je architektura založená na nejnovější generaci difúzních transformátorů. Začíná proces s inicializačním šumem a postupně provádí sérii úprav, aby dosáhla přesného cílového videa. Významným prvkem této technologie je implementace adaptivního vzorkování, které umožňuje modelu Sora dynamicky se přizpůsobit a optimalizovat pro různé kodeky, rozlišení a poměry videa. To je dosaženo pomocí pokročilého algoritmického řešení, které umožňují měnit úroveň podrobnosti ve procesu výběru vzorků a efektivně rekonfigurovat vstupní data tak, aby byla maximalizována kompatibilita s požadovanými výstupními formáty videa.

### Proces generování videa
Proces generování videa Sora zahrnuje tři hlavní kroky:
1. Komprimace zdrojového videa do reprezentace latentního prostoru, což zachytává interní vlastnosti dat. Tento vysoce dimenzionální prostor je využíván k abstrakci videodat, umožňující AI efektivněji manipulovat s složitými vzory v datech a generovat detailní video výstupy vysoké kvality.[5]
2. Po kompresi se tokenizovaná latentní reprezentace videa zpracovává pomocí Vision Transformer (ViT). Tento krok zlepšuje čistotu videa odstraněním šumu z abstraktní reprezentace.[7]
3. Nakonec Sora využívá mechanismus CLIP[8] (Contrastive Language–Image Pre-training), který umožňuje porozumět a aplikovat textové popisy poskytnuté uživateli.[8] Tyto popisy mohou být vylepšeny pomocí velkých jazykových modelů (LLMs) pro větší jasnost a specifičnost a mohou zahrnovat i vizuální podněty.[zdroj?] To řídí difúzní model při vytváření videí, která odpovídají požadovaným tématům nebo stylům.[7][9][10]

Po opakovaném aplikování kroků odstranění šumu je abstraktní video transformováno do své konečné formy. Toto video je poté dekódováno zpět do standardního video formátu a připraveného k prohlížení.

## Použití
Aplikace Sora má potenciál pro využití v různých oblastí včetně zábavy, vzdělávání, simulačního tréninku a dalších, kde může vytvářet přizpůsobený video obsah na základě konkrétních textových pokynů, ale v současné době ještě není k dispozici veřejnosti, protože ji vědci zkoumají pro společenskou bezpečnost.